# فيليب الأول، كونت بولوني
فيليب الأول من بولوني (بالفرنسية: Philippe Hurepel de Clermont)‏ أو فيليب هوربيل(1200-1235)؛ هو كان أميراً فرنسياً، وأيضا كونت كليرمون في القانون، وكونت بولوني ومورتاين وأومال ودامارتين من خلال زواجه من ماتيلدا الثانية.
فيليب هو ابن فيليب الثاني أغسطس ملك فرنسا وزوجته الثالثة أغنيس من ميرانيا، كان زواج والديه مثير للجدل ومع ذلك البابا إينوسنت الثالث أقر بشرعية أبناء.
كان لـ فيليب وماتيلدا ابنان:-
- ألبريك، كونت كليرمون؛ فحسب ماورد تنازل ألبريك عن حقوقه وذهب إلى إنجلترا لأسباب غير معروفة، توفي في 1284.
- جوان؛ تزوجت من غوشير دي شاتيون.